# Johan Albrecht II van Mecklenburg-Schwerin
Johan Albrecht II van Mecklenburg-Schwerin (Waren, 5 mei 1590 - Güstrow, 23 april 1636) was van 1592 tot 1610 hertog van Mecklenburg-Schwerin, van 1610 tot 1621 hertog van Mecklenburg en van 1621 tot 1628 en van 1631 tot aan zijn dood hertog Mecklenburg-Güstrow. Hij behoorde tot het huis Mecklenburg.

## Levensloop
Johan Albrecht II was de tweede zoon van hertog Johan VII van Mecklenburg-Schwerin en diens echtgenote Sophia, dochter van hertog Adolf van Sleeswijk-Holstein-Gottorp.
Na het overlijden van zijn vader in 1592 werd Johan Albrecht II op amper tweejarige leeftijd samen met zijn oudere broer Adolf Frederik I hertog van Mecklenburg-Schwerin. De twee minderjarige jongens werden onder het regentschap van hun oudooms Ulrich (1592-1603) en Karel I (1603-1610) geplaatst, die beiden hertog van Mecklenburg-Güstrow waren. 
In 1610 stierf hertog Karel I van Mecklenburg-Güstrow zonder erfopvolgers na te laten, waarmee het hertogdom Mecklenburg werd herenigd. Adolf Frederik werd vervolgens door de keizer van het Heilige Roomse Rijk volwassen verklaard, in 1611 gevolgd door Johan Albrecht II. Vanaf dan regeerden beide broers gezamenlijk over het hertogdom Mecklenburg. In 1621 beslisten Adolf Frederik I en Johan Albrecht II om het hertogdom Mecklenburg onderling te verdelen, waarbij Johan Albrecht het hertogdom Mecklenburg-Güstrow kreeg.
In 1617 bekeerde Johan Albrecht zich tot het protestantisme. In 1623 sloot hij samen met zijn broer Adolf Frederik I een verdedigingsalliantie met de Nedersaksische Staten. Beide broers waren officieel neutraal in de Dertigjarige Oorlog, maar steunden stiekem de protestantse Deense troepen onder leiding van koning Christiaan IV van Denemarken. Nadat de keizerlijke zijde in 1626 de Slag bij Lutter had gewonnen, werden Johan Albrecht II en Adolf Frederik I door de keizerlijke opperbevelhebber Johan t'Serclaes van Tilly als vijanden behandeld. 
Op 19 april 1628 vaardigde keizer Ferdinand II een decreet uit dat verklaarde dat beide broers van hun hertogdom werden onteigend en dat de beide Mecklenburgse hertogdommen naar de Boheemse keizerlijke legeraanvoerder Albrecht von Wallenstein gingen. In mei 1628 verlieten Johan Albrecht II en Adolf Frederik I onder dwang van Wallenstein hun landerijen. Drie jaar later, in mei 1631, werd Mecklenburg ingenomen door de protestantse Zweedse troepen en werd Albrecht von Wallenstein afgezet als hertog. Vervolgens konden beide broers terugkeren als hertog van Mecklenburg-Schwerin en hertog van Mecklenburg-Güstrow.
In 1636 stierf Johan Albrecht II op 46-jarige leeftijd, waarna hij werd bijgezet in de Munster van Güstrow.

## Huwelijken en nakomelingen
Johan Albrecht II trad driemaal in het huwelijk. Eerst huwde hij op 9 oktober 1608 met Margaretha Elisabeth (1584-1616), dochter van hertog Christoffel van Mecklenburg. Ze kregen vier kinderen:
- Johan Christoffel (1611-1612)
- Sophia Elisabeth (1613-1676), huwde in 1635 met hertog August van Brunswijk-Wolfenbüttel
- Christina Margaretha (1615-1666), huwde in 1640 met Frans Albrecht van Saksen-Lauenburg, zoon van hertog Frans II van Saksen-Lauenburg
- Karel Hendrik (1616-1618)

Daarna huwde Johan Albrecht op 26 maart 1618 met Elisabeth van Hessen-Kassel (1596-1625), dochter van landgraaf Maurits van Hessen-Kassel. Dit huwelijk bleef kinderloos.
Op 7 mei 1626 huwde Johan Albrecht II met zijn derde echtgenote Eleonora Maria (1600-1657), dochter van vorst Christiaan I van Anhalt-Bernburg. Ze kregen vijf kinderen:
- Anna Sophia (1628-1666), huwde in 1649 met hertog Lodewijk IV van Liegnitz
- Johan Christiaan (1629-1631)
- Eleonora (1630-1631)
- Gustaaf Adolf (1633-1695), hertog van Mecklenburg-Güstrow
- Louise (1635-1648)